# Enzomenib
Enzomenib es un fármaco en investigación que está siendo evaluado para el tratamiento de la leucemia mieloide aguda. Se trata de un inhibidor de molécula pequeña que actúa bloqueando la interacción entre la menina y las proteínas de leucemia de linaje mixto (MLL). Enzomenib se dirige especialmente a pacientes con reordenamientos de KMT2A (MLL) o mutaciones en NPM1.
La FDA concedió a Enzomenib las designaciones de vía rápida («fast track») y medicamento huérfano («orphan drug»).